# Gemma di Sant'Eremo
Gemma di Sant'Eremo è un film muto italiano del 1918 diretto da Alfredo Robert.